# Kamikaze (에미넴의 음반)
《Kamikaze》는 미국의 래퍼 에미넴의 열 번째 스튜디오 음반으로, 애프터매스 엔터테인먼트, 인터스코프 레코드, 셰이디 레코드가 사전 발표 없이 2018년 8월 31일 발매한 음반이다. 이 음반에는 조이너 루카스, 로이스 다 5'9", 제시 레예스의 게스트 참여, 저스틴 버논의 인정받지 못한 보컬이 수록되어 있다. 슬림 셰이디로 인정받은 에미넴과 닥터 드레는 이그제큐티브 프로듀서로 활동했고, 개인 트랙의 생산은 다양한 음악가들로부터 온다.
이전 음반 《Revival》(2017년)의 양극화 반응에 이어 음악 저널리스트들은 이 래퍼의 관련성과 능력이 떨어지는지를 놓고 논쟁을 벌였다. 이 같은 비판에 대해 에미넴은 2018년 1월 2 체인즈와 프레셔가 함께 부른 〈Chloraseptic〉의 리믹스를 공개했다. 《Kamikaze》는 비평가들과 래퍼들 모두에게 다양한 모욕감을 포함하면서, 이러한 대응의 지속을 나타낸다. 이 삽화는 비스티 보이즈의 데뷔 음반인 《Licensed to Ill》(1986년)에 대한 경의를 표하는 삽화이다.
《Kamikaze》는 비평가들로부터 대체로 엇갈린 반응을 받았다. 어떤 이들은 랩퍼의 이전 음반에 대한 한 단계 더 나아간 것, 더 이전보다 더 공격적인 소재의 사운드 복귀를 환영한다는 찬사를 보냈고, 다른 이들은 현재의 힙합 사운드에 대한 적응력이 부족하다고 비판했고, 그 결과 구시대적이라는 것을 알게 되었다. 이 음반은 또한 동성애 혐오에 대한 비난뿐만 아니라 다양한 아티스트들에 대한 디스 트랙으로 약간의 논란을 불러일으켰다.

## 커버 아트
전면에서 후면까지 정규 음반 커버에는 전투기 조종사 LT가 등장한다. 에미넴은 의도적으로 F-86 세이버 전투기를 미지의 물체에 충돌시켰다. 이 작품은 1986년 비스티 보이즈의 음반 《Licensed to Ill》의 커버 디자인을 전용하고 있다. 에미넴은 이 음반들을 몇 년 동안 영감을 주는 것으로 언급해 왔지만, 커버 오마주를 위해 밴드에 사전 상담을 해주지 않았다. 이번 음반 프로모션에는 일본어가 첨가된 에미넴 로고를 비롯해 같은 작품들이 총출동했는데, 이 두 작품 모두 마이크 사푸토가 만든 음반 커버 디자인에는 포함되지 않았다.
음반 수록곡 〈Venom〉의 프로모션에는 동명의 영화 로고가 수록됐다. "VENOM"의 "E"는 에미넴이 삽화에 자주 사용하는 "Ǝ" 캐릭터로 대체되었다.

## 곡 목록
| #            | 제목                                         | 작사·작곡 | 프로듀서                                        | 재생 시간 |
| ------------ | -------------------------------------------- | --- | ----------------------------------------------- | --------- |
| 1.           | 〈The Ringer〉                               | Ray Fraser Matthew Jacobson Katorah Marrero Marshall Mathers Luis Resto Ronald Spence, Jr.                                         | Illa da Producer Ronny J Eminem                 | 5:37      |
| 2.           | 〈Greatest〉                                 | Jordan Carter Kendrick Duckworth Asheton Hogan Jordan Jenks Mathers Jeremy Miller Anthony Tiffith Michael Williams II Symere Woods | Mike Will Made It Jeremy Miller                 | 3:46      |
| 3.           | 〈Lucky You〉 (featuring Joyner Lucas)       | Ray Fraser Gary Lucas Mathers Matthew Samuels Jahaan Sweet                                                                         | Boi-1da Illa da Producer Eminem Jahaan Sweet    | 4:04      |
| 4.           | 〈Paul〉 (skit; performed by Paul Rosenberg) | Paul Rosenberg | Eminem                                          | 0:35      |
| 5.           | 〈Normal〉                                   | Erik Bodin Fraser Larry Griffin, Jr. Mathers Yukimi Nagano Maurice Nichols R. Sheldon Fredrik Wallin Håkan Wirenstrand             | Swish Allnet Illa da Producer LoneStarrMuzik S1 | 3:42      |
| 6.           | 〈Em Calls Paul〉 (skit)                     | Mathers | Eminem                                          | 0:49      |
| 7.           | 〈Stepping Stone〉                           | Mathers Luis Resto Mario Resto | Eminem Luis Resto                               | 5:09      |
| 8.           | 〈Not Alike〉 (featuring Royce da 5'9")      | Brytavious Chambers Mathers Ryan Montgomery Spence, Jr.                                                                            | Eminem Tay Keith Ronny J                        | 4:48      |
| 9.           | 〈Kamikaze〉                                 | Bobby Ervin Mathers Dwayne Simon James Smith Timothy Suby                                                                          | Eminem Suby                                     | 3:36      |
| 10.          | 〈Fall〉                                     | BJ Burton Mathers L. Resto Justin Vernon Williams                                                                                  | Mike Will Made It Eminem                        | 4:22      |
| 11.          | 〈Nice Guy〉 (with Jessie Reyez)             | Fred Ball L. Griffin, Jr. Mathers L. Resto Jessica Reyez                                                                           | Ball S1 Eminem                                  | 2:30      |
| 12.          | 〈Good Guy〉 (featuring Jessie Reyez)        | Norio Aono Fraser Lisa Gomamoto Mathers Reyez Yutaka Yamada                                                                        | Eminem Illa da Producer                         | 2:22      |
| 13.          | 〈Venom〉 (Music from the Motion Picture)    | Mathers Luis Resto | Eminem Luis Resto                               | 4:29      |
| 총 재생 시간 | 총 재생 시간                                 | 총 재생 시간 | 총 재생 시간                                    | 45:49     |

## 인증
| 국가                                                            | 인증     | 판매량/출하량 |
| --------------------------------------------------------------- | -------- | ------------- |
| 오스트레일리아 (ARIA)                                           | 플래티넘 | 70,000        |
| 중국                                                            | —        | 480,190       |
| 덴마크 (IFPI Danmark)                                           | 플래티넘 | 20,000        |
| 프랑스 (SNEP)                                                   | 골드     | 50,000        |
| 이탈리아 (FIMI)                                                 | 골드     | 25,000        |
| 뉴질랜드 (RMNZ)                                                 | 플래티넘 | 15,000        |
| 노르웨이 (IFPI 노르웨이)                                        | 골드     | 10,000*       |
| 영국 (BPI)                                                      | 플래티넘 | 300,000       |
| 미국 (RIAA)                                                     | 플래티넘 | 1,000,000     |
| *판매량을 기반으로 한 인증 · 판매량+스트리밍을 기반으로 한 인증 |          |               |